# Шевели ластами 2
«Шевели ластами 2» (англ. A Turtle's Tale 2: Sammy's Escape from Paradise) — бельгийско-французский полнометражный анимационный фильм 2012 года, продолжение мультфильма 2010 года «Шевели ластами!».

## Сюжет
Сэмми и Рэй выпускают новых морских черепашат в море. Их атаковали чайки, которые едят морских черепашат. Во время волнений, браконьеры захватили Сэмми, Рэя, Эллу и Рики и поместили их в резервуар своей лодки. Там они встречают рыба-капля Джимбо и омара Лулу с диссоциативным расстройством идентичности. Эллу и Рики, спрятавшихся в резервуаре, смыли в океан.
Затем Сэмми и Рэй попадают в океанариум в Дубае. Также в океанариуме всеми командует морской конек Биг-Ди и его прислужники две зелёные мурены. Тем временем Элла и Рики знакомятся с Аннабель и её матерью-осьминогом, которые помогают им найти «дедушек».
Джимбо рассказывает почему его прозвали мёртвый Джимбо. Биг-Ди предлагает провести разведку, добровольцем вызывается Лулу, Сэмми и Рэй помогают ему. Разведка кончилась неудачей. Лулу все стали считать мёртвым. Сэмми и Рэй стали недоверять Биг-Ди. Но он рассеял сомнение при помощи побега двух скатов, которые выбрались, но на глазах всех обитателей океанариума были съедены двумя барракудами. Элла и Рики нашли дедушек, но их чуть бы не съели барракуды. У Сэмми появился план, о котором он рассказал своим внукам.
План с участием использованием чернил кальмара и подделка их смерти, массовые инъекции заставили чернеть воду, люди решили, что это нефть и открыли аварийный люк. В океанариуме остались: Биг-Ди, пингвины и три рыбы.
Сэмми, Рэй, Элла и Рики возвращаются на свой остров и воссоединились с семьёй.

## В ролях
- Алан Ширман — Сэмми
- Томас Ли — Рэй
- Кейтлин Махер — Элла
- Картер Хастингс — Рики
- Дино Андраде — Мануэль
- Бриджит Гонсалес — Консуэло
- Карлос Алазраки — Биг-Ди
- Камилла Лабади — Аннабель
- Бриджит Хоффман — Маргарет
- Джо Дж. Томас — Лулу
- Билл Паркс — Джимбо